# Émile Guigou
Pour les articles homonymes, voir Guigou.
Émile Guigou, né le 28 décembre 1910 à Nîmes et mort le 6 mai 2000 à Vauvert (Gard), est un homme politique, résistant, médecin et historien local français.

## Biographie
Petit-fils d'Émile Guigou, président de la commission municipale de Vauvert en 1870 et conseiller général du Gard pour le canton de Vauvert de 1871 à 1877, fils de Charles Guigou et d'Anna Dupont, tous deux viticulteurs, il a deux aînés, un frère (André) et une sœur (Jane). Il naît le 28 décembre 1910 dans une « famille de la bourgeoisie protestante, marquée par le radicalisme ».
Sa famille s'installe à Nîmes lorsqu'il a deux ans. Il est dans sa jeunesse chef scout aux Éclaireurs unionistes de France, où il noue une amitié avec Georges Daumezon. Après avoir fait ses classes au lycée de garçons de Nîmes, jusqu'à l'obtention du baccalauréat en 1927, il choisit de poursuivre des études de médecine, sur les brisées de son grand-père. Il conservera également la propriété des vignes de son père au mas Pierrefeu.
Dans les années 1930, alors étudiant à Montpellier, il découvre des ouvrages consacrés au christianisme social, qui le font évoluer vers des positions socialistes et pacifistes, et l'amènent à adhérer à la Section française de l'Internationale ouvrière. De 1934 à 1936, il met ses études en pause pour soigner un début de tuberculose au Chambon-sur-Lignon, et sympathise avec le Mouvement international de la réconciliation. Dès 1936, il fonde à la section SFIO de Vauvert une antenne des Jeunesses socialistes, puis, poussé par le secrétaire, Prosper Colognac, devient secrétaire du comité local du Front populaire, poste auquel il prend une part active aux vastes manifestations de juin. L'année suivante, tête d'une liste critique de la municipalité radicale en place, il est élu conseiller municipal à la faveur d'une élection partielle.
En 1939, il épouse Jeanne Fauché, nièce de Gaston Bazile, sénateur du Gard, qui deviendra notamment cheffe de chœur au temple de Vauvert. La même année, il soutient sa thèse d'exercice sous la direction de Marcel Carrieu, qui lui vaut le prix Fontaine. Ayant opté pour une carrière de médecin hygiéniste, il est nommé directeur départemental de la santé publique de la Creuse, à Guéret, mais est révoqué en juin 1941 par le préfet pétainiste Jacques Henry. Il rentre alors à Vauvert, où, après avoir envisagé une carrière hospitalière, il s'établit comme généraliste. À la fin de 1941, il diffuse quelques tracs clandestins puis forme avec des amis un groupe de résistance, qui s'affilie en 1942 à Combat et a des contacts avec les maquis Chambon-sur-Lignon et Aigoual-Cévennes ; il est surtout actif à compter de 1944. Chef de la zone de Nîmes-Sud pour Combat, il organise notamment l'aide aux maquis cévenols et le sabotage de voies ferrées.
Courant 1944, il reçoit un appel du docteur Carrière, un ancien condisciple du lycée de Nîmes, qui tente de l'avertir par un message codé des risques qu'il encourt. Le 7 août 1944, il est arrêté avec Jean Bord (fils de l'ancien juge de paix Philippe Bord) par des agents du deuxième bureau de la Milice française, jeté dans les geôles de l'hôtel Silhol à Nîmes, et frappé au visage lors d'un interrogatoire musclé. Sa femme n’obtiendra pas l’autorisation de le voir, malgré l’intervention du maire Jean Sabadel. Ayant sympathisé avec d'autres prisonniers communistes, il acquiert la conviction d'une nécessaire union de la gauche « contre toute force politique réactionnaire ».
Relâché le 21 au soir, il rentre à Vauvert le lendemain. Après avoir travaillé toute la nuit avec Georges Griffe et Robert Gourdon pour préparer cette action, il s'empare de l'hôtel de ville avec un groupe de résistants le 26 suivant, et devient président du comité local de Libération après avoir proclamé la restauration de la République et de la démocratie sur le perron, plus de 70 ans après son grand-père. Il organise le ravitaillement de la population en rouvrant les halles, en créant une cantine scolaire et en organisant des distributions de viande. Il prend également l'initiative du recreusement du canal de la Capette, permettant ainsi le retour de l'irrigation des marais en eau douce. Élu maire en 1945, il laisse toutefois son poste quelques mois après à Robert Gourdon, et fait le choix de devenir son premier adjoint. À ce poste, qu'il occupe jusqu'en 1977, il contribue à la modernisation de la commune et de l'économie locale, cofondant notamment la cave coopérative de Gallician en 1952. 
En 1945 et 1946, il donne une série de conférences sur les thèmes du désarmement ou du fédéralisme européen. Recommandé par Paul Béchard et Jean Bastide, il reçoit en 1947 la médaille de la Résistance. En 1954, il réchappe à un grave accident routier.
Dès 1956, défavorable à la politique de Guy Mollet, il envisage de quitter la SFIO. En juin 1957, à l'occasion du congrès départemental, il apporte son soutien à la motion de Jean Bastide prônant un « cessez-le-feu immédiat » en Algérie. Il prend part dans la foulée à la fondation de l'Union de la gauche socialiste. En juillet 1958, il défend le droit des Algériens « à une vie normale » et leur accession à l'indépendance, et prend alors la tête du Comité départemental pour le « non » au référendum sur le projet de Constitution. La même année, il quitte la SFIO pour rejoindre le Parti socialiste autonome, avant de passer au Parti socialiste unifié. En 1971, il adhère au Parti socialiste naissant. Il en est exclu en 1983 lors des élections municipales où il avait pris la tête d'une liste socialiste, écologiste et autogestionnaire, concurrente de la liste soutenue par le Parti socialiste. Réintégré en 1985, il en démissionne en 1989.
Sympathisant du mouvement dit du Christianisme social, il fut président du consistoire de l'Église réformée de Vauvert. À la fin des années cinquante, par trois fois, il est délégué du Languedoc-Roussillon aux synodes nationaux de l'Église réformée de France. En 1970 cependant, il perd la foi de manière définitive après avoir lu Le Hasard et la Nécessité.
Ayant pris sa retraite en 1977, il fonde un an après la Société d'histoire de Vauvert-Posquières. Il poursuit et intensifie ses recherches sur l'histoire de Vauvert. Avec l'aide de son fils Jacques Guigou, universitaire et éditeur, il crée le Bulletin de la Société d'Histoire de Vauvert-Posquières.  Dans le numéro 4 (hiver 1998) de ce Bulletin, il publie l'étude d'un jeune chercheur qui établit l'origine du nom « Posquières ». Il meurt le 6 mai 2000 dans sa maison à Vauvert.

### Postérité
La salle Justice-de-Paix de l'hôtel de ville de Vauvert, destinée aux conseils municipaux, a pris son nom en 2014.  
Il a trois enfants : Jacques Guigou, Geneviève Guigou et Christiane Guigou-Beuf. Dans la lignée de ses travaux de socioéconomie locale, son fils Jacques soutient une thèse consacrée aux jeunes ruraux du Languedoc méditerranéen et devient sociologue et poète.

## Ouvrages
- Les Contraintes de la vie vauverdoise : histoire politique, religieuse et économique de Vauvert (1789-1975), Montpellier, Rouvière, 1975, 309 p. (BNF 34837326)  — prix de littérature régionaliste du conseil général du Gard[27].
- Une cité au pays d'Oc : de Posquières à Vauvert, Paris, Anthropos, 1978, 285 p. (ISBN 2-7157-0322-8)  — réédité en 1995 aux éditions de l'Impliqué.
- Trad de Jacques Meizonnet (préf. Georges Griffe), Pouëma au sugié de la salada dé l'estan d'Escamandré situa sus li terraïré de Vouvert et dé San-Gillé, arrivada en l'annada 1825, Les Amis de l'histoire de Vauvert, 1980.
- Les Conquérants de la Costière, Paris, Anthropos, 1981, 212 p. (ISBN 2-7157-1027-5)  — évoque les importantes mutations socioéconomiques de Vauvert dans la seconde moitié du XVIIIe siècle.
- Les Guiraud : chronique d'une famille de paysans languedociens sous la Révolution, l'Empire et la Restauration (1771-1833), Montpellier, Presses du Languedoc, 1983, 292 p. (ISBN 2-85998-010-5)  — roman historique retraçant l'évolution de la famille Guiraud, alliée aux Guigou.
- Moussu Mile : un notable de Vauvert dans la deuxième partie du XIXe siècle (préf. Alain Teulade), Nîmes, Lacour, coll. « Colporteur », 1993, 286 p. (ISBN 2-86971-780-6)  — roman historique inspiré de la vie de son grand-père Émile Guigou.
- Écrits politiques (préf. Jacques Guigou), Paris, L'Harmattan, 2010, 151 p. (ISBN 978-2-296-12775-3, lire en ligne)  — ouvrage posthume qui reprend des articles publiés et des conférences prononcées entre 1936 et 1999.